# Circonscriptions électorales de la Chambre des représentants australienne
 (mai 2025).
Si vous disposez d'ouvrages ou d'articles de référence ou si vous connaissez des sites web de qualité traitant du thème abordé ici, merci de compléter l'article en donnant les références utiles à sa vérifiabilité et en les liant à la section « Notes et références ».
La Chambre des représentants australienne est composée de 150 élus, choisis nominalement dans des circonscriptions électorales appelées divisions, electorates ou seats en anglais. Le terme britannique « constituencies » est rarement utilisé.
Depuis 1901, 214 circonscriptions électorales ont existé, dont 67 n'existant plus.

## Répartition
Les circonscriptions sont réparties entre les États et Territoires australiens conformément à l'article 24 de la Constitution de l'Australie et la loi électorale. En général, la répartition entre les États et Territoires est basée sur la population, avec les réserves suivantes : 
- Chaque état d'origine doit avoir au moins 5 députés (une disposition qui donne à la Tasmanie une représentation supérieure à ce qu'elle aurait dû fait de sa seule population)
- Le Territoire du Nord est légèrement surreprésenté en vertu de récentes modifications législatives
- La Constitution dispose que la Chambre des représentants doit avoir un effectif double de celui du Sénat

Au sein de chaque État et Territoire, les limites des circonscriptions doivent être redessinées dans un processus connu sous le nom de redistribution au moins une fois tous les 7 ans, ou lorsque l'État doit changer son nombre de députés. Les limites sont établies par un « Comité de Redécoupage » (Redistribution Committee) qui, au sein d'un État, se base sur le nombre d'électeurs inscrits, plutôt que sur le nombre d'habitants. 
Dans un État ou Territoire, le nombre d'électeurs inscrits dans une circonscription ne peut pas dépasser de plus de 10 % la moyenne de l'État, et le nombre d'électeurs ne peut pas varier de plus de 3,5 % de l'effectif moyen prévu au cours des trois ans et demi à venir.

## Dénomination
Les circonscriptions de la Chambre des représentants ont la particularité pour beaucoup d'entre elles de ne pas être nommées d'après des caractéristiques géographiques, comme c'est le cas dans la plupart des parlements du monde entier. La plupart des circonscriptions portent le nom de personnalités historiques, telles que d'anciens politiciens (souvent des premiers ministres), des explorateurs, des artistes et des ingénieurs. 
Dans certains cas où une circonscription porte le nom d'une localité géographique, la connexion avec cette localité est parfois ténue. Par exemple, la circonscription de Werriwa, créée en 1901, porte le nom autochtone du lac George, dans la région de Canberra. Toutefois, la circonscription n'a pas contenu le lac George pendant de nombreuses décennies et a régulièrement été déplacée à environ 200 km au nord de la banlieue sud-ouest de Sydney au cours du siècle passé.
La redistribution, la création et la suppression des circonscriptions est de la responsabilité de la Commission électorale australienne. Certains des critères utilisés par la Commission pour dénommer les nouvelles divisions sont énumérées ci-dessous:
- Donner aux circonscriptions le nom d'un Australien défunt qui a rendu des services exceptionnels rendus au pays, en tenant particulièrement compte des anciens premiers ministres
- Conserver les noms originaux des circonscriptions créées lors de fondation de la Fédération en 1901
- Éviter les noms géographiques
- Utiliser le cas échéant des noms autochtones
- Ne pas reprendre les noms de circonscriptions électorales de l'État

## Liste des circonscriptions électorales fédérales pour 2022 à 2025

Une carte vierge des 151 circonscriptions, à l'issue des élections fédérales de 2022.

Les cartes montrent les circonscriptions électorales au 21 avril 2022. La couleur sur la carte indique quel parti détient la circonscription. 

### Australie-Méridionale
Il y a 11 circonscriptions:
| - Adélaïde - Barker - Boothby | - Grey - Hindmarsh - Kingston | - Makin - Mayo - Spence | - Sturt |

|  |  |

### Australie-Occidentale
Il y a 15 circonscriptions:
| - Brand - Burt - Canning - Cowan | - Curtin - Durack - Forrest - Fremantle | - Hasluck - Moore - O'Connor - Pearce | - Perth - Swan - Tangney |

|  |  |  |

### Nouvelle-Galles du Sud
Il y a 48 circonscriptions: 
| - Banks - Barton - Bennelong - Berowra - Blaxland - Bradfield - Calare - Chifley - Cook - Cowper - Cunningham | - Dobell - Eden-Monaro - Farrer - Fowler - Gilmore - Grayndler - Greenway - Hughes - Hume - Hunter - Kingsford Smith - Lindsay | - Lyne - Macarthur - Mackellar - Macquarie - McMahon - Mitchell - New England - Newcastle - Page - Parkes - Parramatta - Paterson | - Reid - Richmond - Riverina - Robertson - Shortland - Sydney - Sydney Nord - Warringah - Watson - Wentworth - Werriwa - Whitlam |

|  |  |  |

### Queensland
Il y a 30 circonscriptions:
| - Blair - Bonner - Bowman - Brisbane - Capricornia - Dawson - Dickson - Fadden | - Fairfax - Fisher - Flynn - Forde - Griffith - Groom - Herbert | - Hinkler - Kennedy - Leichhardt - Lilley - Longman - Maranoa - McPherson - Moncrieff | - Moreton - Oxley - Petrie - Rankin - Ryan - Wide Bay - Wright |

|  |  |  |

### Tasmanie

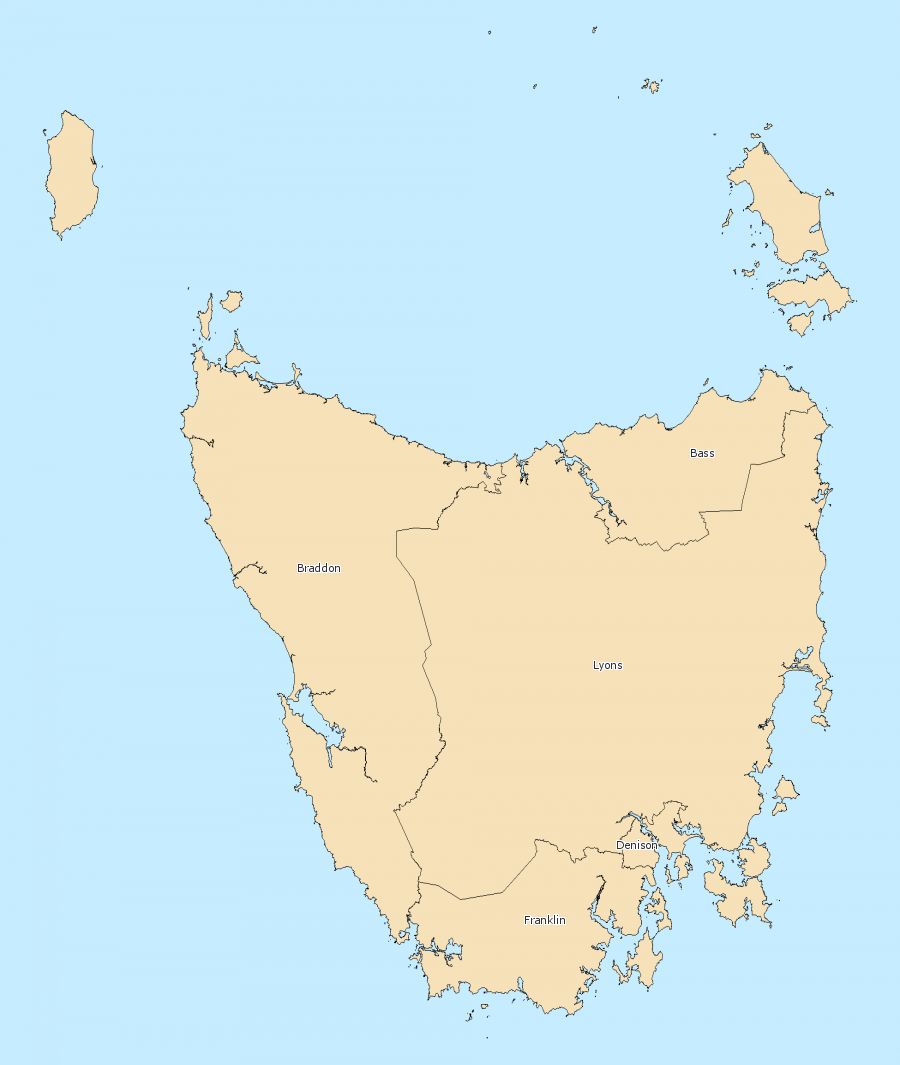
Circonscriptions électorales: Tasmanie

Il y a 5 circonscriptions:
- Bass
- Braddon
- Clark
- Franklin
- Lyons

### Victoria
Il y a 37 circonscriptions:
| - Aston - Ballarat - Bendigo - Bruce - Calwell - Casey - Chisholm - Cooper - Corangamite | - Corio - Deakin - Dunkley - Flinders - Fraser - Gellibrand - Gippsland - Goldstein - Gorton - Hawke - Higgins | - Holt - Hotham - Indi - Isaacs - Jagajaga - Kooyong - Lalor - La Trobe - Macnamara - McEwen | - Mallee - Maribyrnong - Melbourne - Menzies - Monash - Nicholls - Scullin - Wannon - Wills |

|  |  |  |

### Territoires

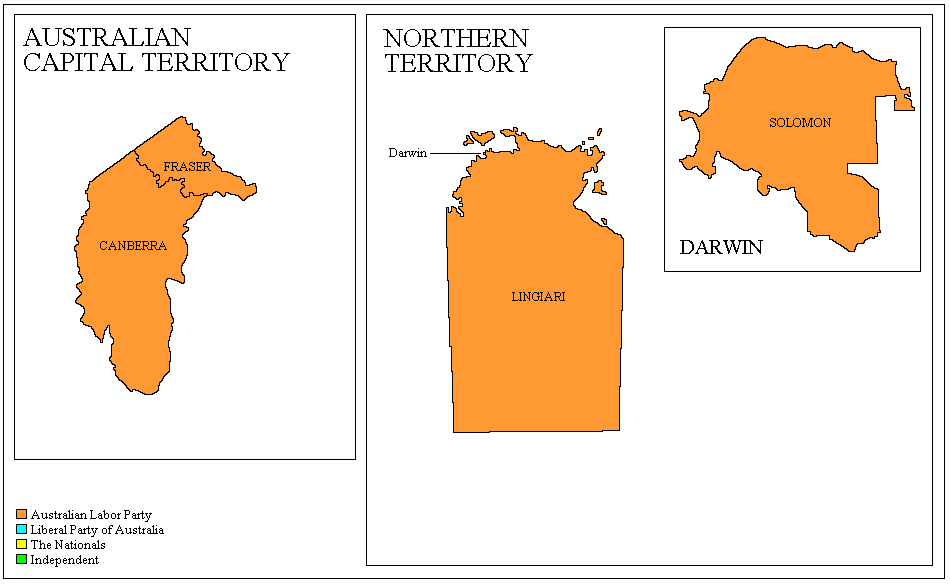
Circonscriptions électorales: Territoire de la capitale australienne (ACT) et Territoire du Nord

Territoire de la capitale australienne
Il y a 2 circonscriptions:
- Bean (comprend aussi l'Île Norfolk)
- Canberra
- Fenner (comprend aussi le Territoire de la baie de Jervis)

Territoire du Nord
Il y a 2 circonscriptions:
- Lingiari (comprend aussi les îles Christmas et Cocos)
- Solomon